# Eduardo López de Romaña
Eduardo López de Romaña Alvizuria (Arequipa, 19 marzo 1847 – Yura, 26 maggio 1912) è stato un politico peruviano.
È stato Presidente del Perù dall'8 settembre 1899 all'8 settembre 1903.